# Better Live than Dead
Better Live than Dead – pierwszy album koncertowy speed metalowego zespołu Exciter wydany w listopadzie  1993 roku przez wytwórnię Bleeding Hearts Records.

## Lista utworów
1. „Stand Up and Fight” – 2:57
2. „Heavy Metal Maniac” – 3:38
3. „Victims of Sacrifice” – 5:00
4. „Under Attack” – 4:17
5. „Sudden Impact” – 4:05
6. „Delivering to the Master” – 6:04
7. „I Am the Beast” – 4:39
8. „Blackwitch” – 7:22
9. „Long Live the Loud” – 5:05
10. „Rising of the Dead” – 3:49
11. „Cry of the Banshee” – 4:06
12. „Pounding Metal” – 5:16
13. „Violence and Force” – 5:05

## Twórcy
| Personel - Manfred Leidecker – producent, inżynier dźwięku, miksowanie - Dan Beehler – projekt okładki - Andy Brown – projekt okładki - Neil Campbell – inżynier dźwięku (asystent) - Brian Sim – inżynier dźwięku (asystent) - Pat McGowan – cyfrowa edycja | Exciter w składzie - Dan Beehler – wokal, perkusja - John Ricci – gitara - Jeff MacDonald – gitara basowa, wokal wspierający |